# Hammastunturi
Hammastunturi är ett berg i Finland.   Det ligger i den ekonomiska regionen Norra Lappland och landskapet Lappland, i den norra delen av landet, 900 km norr om huvudstaden Helsingfors. Toppen på Hammastunturi är 340 meter över havet.
Terrängen runt Hammastunturi är platt åt nordväst, men åt sydost är den kuperad.  Trakten runt Hammastunturi är nära nog obefolkad, med mindre än två invånare per kvadratkilometer. Det finns inga samhällen i närheten. Omgivningarna runt Hammastunturi är i huvudsak ett öppet busklandskap.